# 고치현 제2구
고치현 제2구(高知県 第2区)는 일본의 중의원 선거구이다. 1994년 공직선거법으로 신설되었다.

## 지역
- 고치시 일부
- 토사 시
- 스사키시
- 스쿠모시
- 도사시미즈시
- 시만토시
- 아가와군
- 다카오카군
- 하타군